# 渡辺家住宅
渡辺家住宅（わたなべけじゅうたく）は、千葉県夷隅郡大多喜町にある商家造り家屋。国の重要文化財に指定されている。

## 概要
大多喜藩の軍用金御用達をつとめた豪商・渡辺家（先代は、『開運!なんでも鑑定団』のレギュラー鑑定士だった渡邉包夫）の住宅で、1849年（嘉永2年）建造の二階建寄棟造。
創建当時は茅葺であったが、現在は瓦屋となっている。
間取りは、店、茶の間、中の間、奥座敷となっており、南に勝手の間と土間がある。
内部は非公開だが、帳場、机などがそのまま残されている。

## 所在地・アクセス
- 千葉県夷隅郡大多喜町久保126に所在
- いすみ鉄道大多喜駅から徒歩3分